# Palazzo della Dataria

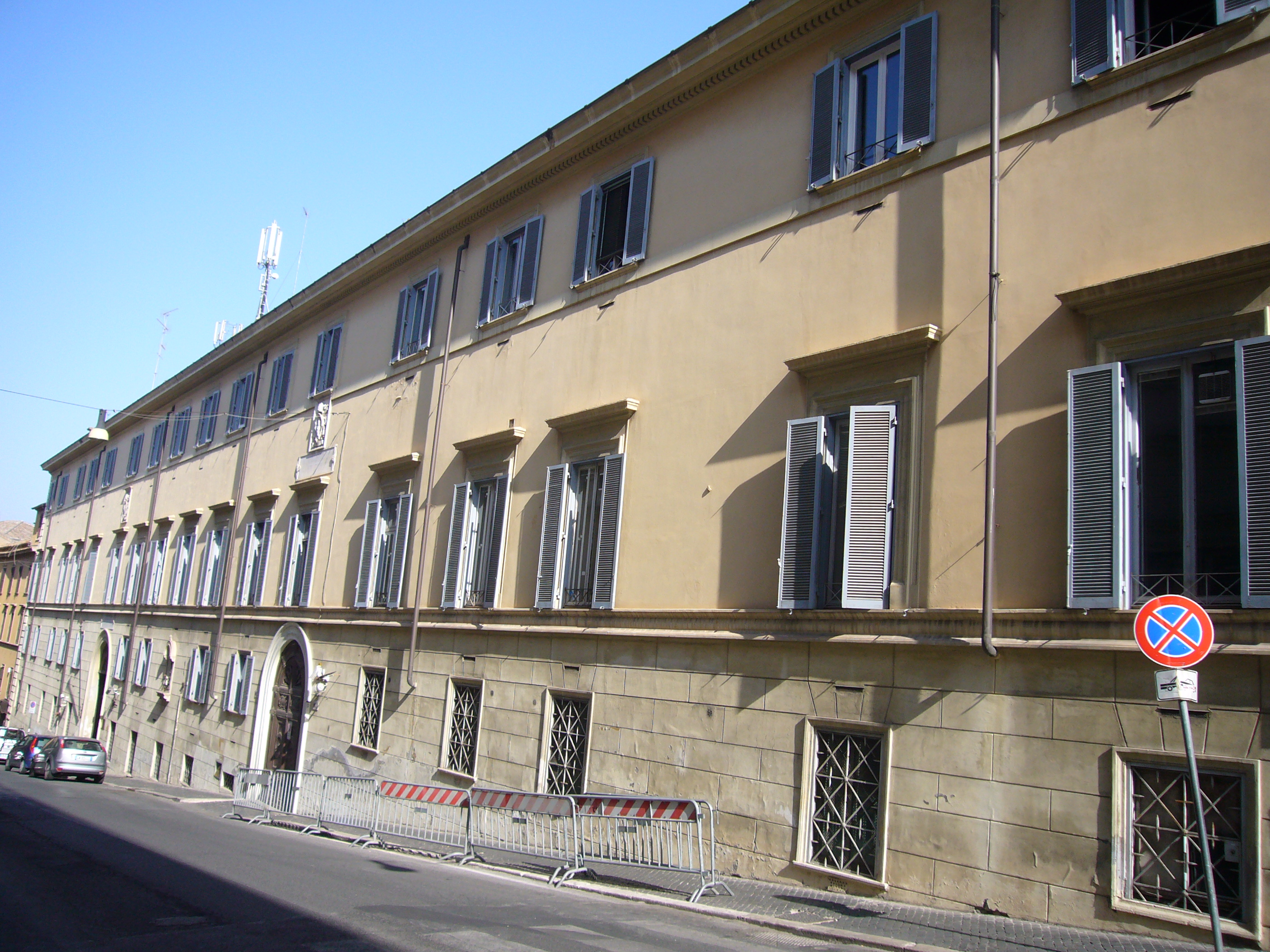
Vista do palácio.

Palazzo della Dataria Apostolica, conhecido também apenas como Palazzo della Dataria, é um palácio localizado na Via della Dataria, no rione Trevi de Roma, encostado no Palazzo della Panetteria e de frente para o Palazzo San Felice.

## História
O palácio, conhecido antes como Tribunale dei Benefici, recebeu o nome della Dataria ("da Chancelaria") pela indicação da data em todos os seus documentos (chancela). A estrutura original do edifício remonta ao final do século XVI, um palácio de propriedade do cardeal Orazio Maffei. Depois de sua morte, em 1609, o edifício foi entregue à Câmara Apostólica pela família papal e ali se instalou, em 1625, a sede da Dataria Apostólica.
Com este objetivo, o palácio foi reestruturado por ordem do papa Paulo V, como revela o brasão dos Borghese e a inscrição ainda hoje na fachada do edifício. Em 1860, o palácio foi completamente reconstruído por determinação do papa Pio IX e por obra do famoso arquiteto Andrea Busiri Vici, que construiu uma nova estrutura englobando o antigo edifício e uma casa vizinha que ficava ao lado. Uma placa acima do portão com o brasão do papa, da família Mastei Ferretti, comemora a obra.
O palácio alocado como propriedade da Santa Sé no Tratado de Latrão (1929) e foi vendido, em 1973, à ANSA por 2 500 000 de dólares. Atualmente o edifício não está mais ligado ao Palácio Quirinal, do qual era um anexo.

## Descrição
Tudo o que se vê hoje além dos portais é uma fachada simples e desinteressante resultado da reforma do século XIX. Até o final do século XIX, o portão de acesso do palácio servia como passagem pública para acesso ao vizinho Vicolo Scandenberg. Antes disto, era possível caminhar protegido da chuva até o portão do Palácio Quirinal, que ficava na Via del Quirinale.